# Gottfried Milde senior

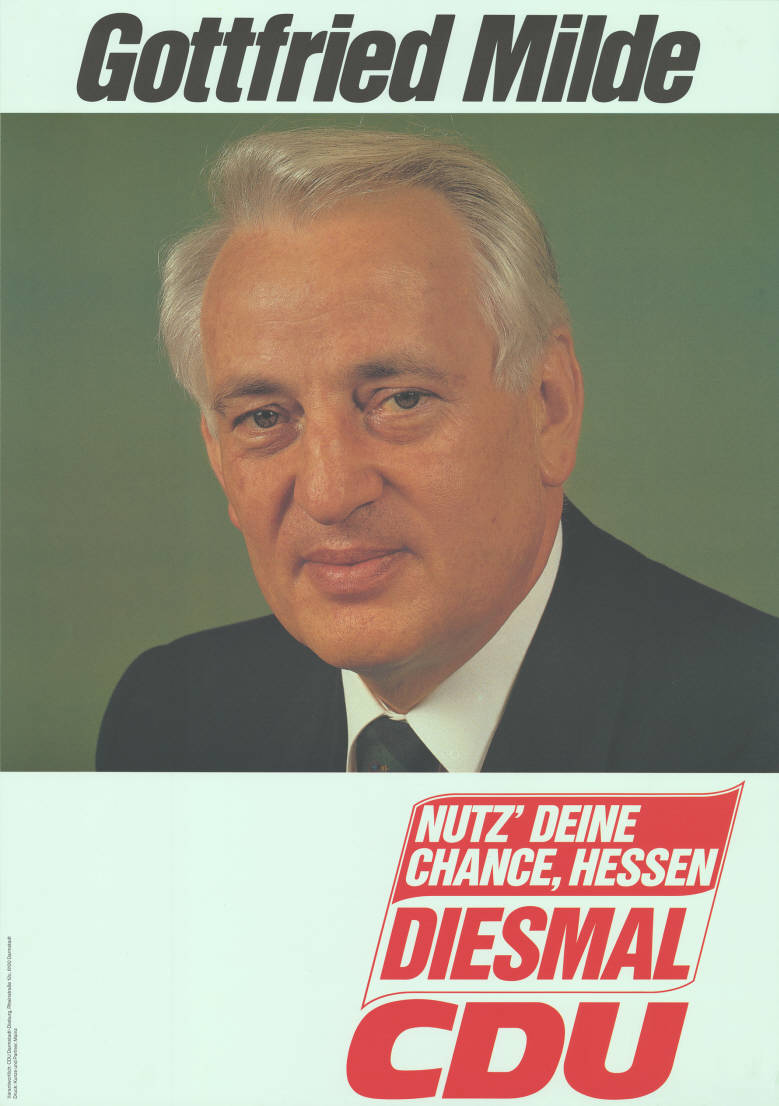
Kandidatenplakat zur Landtagswahl in Hessen 1987

Gottfried Milde (* 14. April 1934 in Breslau; † 14. Juli 2018 in Griesheim) war ein deutscher Rechtsanwalt und Politiker (CDU) und von 1987 bis 1990 hessischer Innenminister.

## Leben
Nach der Flucht aus Schlesien im Januar 1945 wuchs Milde in Unterfranken auf, legte 1953 das Abitur in Schweinfurt ab und studierte anschließend Jura an den Universitäten Frankfurt am Main und Würzburg. In Frankfurt wurde er Mitglied des Corps Saxonia Leipzig. Er schlug zunächst eine Karriere im Justizdienst ein und war von 1964 bis 1966 Staatsanwalt für Wirtschaftskriminalität in Darmstadt.
Gottfried Milde war verheiratet mit Eva; aus der Ehe stammen vier Kinder. Sein Sohn Gottfried war 1997 bis 2012 ebenfalls als Landtagsabgeordneter in der hessischen Landespolitik tätig.

## Politik
Milde war seit 1961 Mitglied der CDU und auf lokaler Ebene im Griesheimer Stadtparlament engagiert. Von 1977 bis 1985 war er Kreistagsvorsitzender und begleitete zusammen mit Landrat Franz-Hermann Kappes die Gründung des Landkreises Darmstadt-Dieburg mit der Gebietsreform.
Von 1966 bis 1991 war Milde Vertreter der Region Darmstadt im Hessischen Landtag, in der Zeit von 1974 bis 1987 als Fraktionsvorsitzender. Anschließend war er für drei Jahre Innenminister im Kabinett von Walter Wallmann, bis er im Zuge einer Abhöraffäre (zur Rotlicht-Beker-Affäre) zurücktrat und in die Wirtschaft wechselte. Anlass für den Rücktritt war ein Redebeitrag in einer Debatte im Landtag. Dort zitierte Milde Ende Oktober 1990 aus einem abgehörten Telefonat eines Frankfurter Anwalts mit der Illustrierten Stern, in dem es um 150.000 DM für belastende Aussagen gegen Wallmann ging. Das Strafverfahren gegen Milde in dieser Sache endete im August 1991 ohne gerichtliches Hauptverfahren und ohne Verurteilung. Gottfried Milde erhielt eine Geldbuße in Höhe von 18.000 DM zugunsten gemeinnütziger Organisationen.
Gottfried Milde war 1998 bis 2011 Bundesvorsitzender und danach Ehrenpräsident der Deutschen Multiple Sklerose Gesellschaft.

## Ehrungen und Auszeichnungen
- 1978: Verdienstkreuz am Bande des Verdienstordens der Bundesrepublik Deutschland[5]
- 1982: Verdienstkreuz 1. Klasse des Verdienstordens der Bundesrepublik Deutschland
- 1983: Schlesierschild der Landsmannschaft Schlesien
- 1990: Hessischer Verdienstorden
- 1990: Großes Verdienstkreuz des Verdienstordens der Bundesrepublik Deutschland